# Peckoltia sabaji
Peckoltia sabaji är en fiskart som beskrevs av Jonathan W. Armbruster 2003. Peckoltia sabaji ingår i släktet Peckoltia och familjen Loricariidae. Inga underarter finns listade i Catalogue of Life.